# IP-Telefonie
IP-Telefonie (kurz für Internet-Protokoll-Telefonie sowie Internettelefonie) oder Voice over IP (kurz VoIP; aus englisch voice over internet protocol, „Sprachübertragung über das Internetprotokoll“) genannt, ist das Telefonieren über Rechnernetze, welche nach Internetstandards aufgebaut sind. Dabei werden für Telefonie typische Informationen, mithin Sprache und Steuerinformationen, beispielsweise für den Aufbau einer Verbindung, über ein Datennetz übertragen. Bei den Gesprächsteilnehmern können Computer, auf IP-Telefonie spezialisierte Telefonendgeräte oder klassische Telefone, die über spezielle Adapter angeschlossen sind, die Verbindung herstellen.
IP-Telefonie ist eine Technik, die es ermöglicht, den Telefondienst auf IP-Infrastruktur zu realisieren, so dass diese die herkömmliche Telefontechnik samt ISDN und allen Komponenten ersetzen kann.
Ziel des Einsatzes der IP-Telefonie bei Kommunikationsnetzbetreibern ist hierbei eine Kostenreduktion durch ein einheitlich aufgebautes und zu betreibendes Netz. Aufgrund der langen Einsatzdauer klassischer Telefoniesysteme und der notwendigen Neuinvestitionen für IP-Telefonie wird der Wechsel bei bestehenden Anbietern oft als lang andauernder, gleitender Übergang („sanfte Migration“) realisiert. Währenddessen existieren beide Techniken parallel. Daraus ergeben sich ein deutlicher Bedarf an Lösungen zur Verbindung beider Telefoniesysteme (etwa über VoIP-Gateways) und die Notwendigkeit zur gezielten Planung des Systemwechsels unter Berücksichtigung der jeweiligen Möglichkeiten für Kosten- und Leistungsoptimierung. Die Zahl von Anbietern ausschließlich mit neuer Technik (also IP-Telefonie statt herkömmlichem Telefon) nimmt zu. Ende 2016 nutzten in Deutschland rund 25,2 Millionen Menschen die Voice-over-IP-Technik.

## Vermittlung von VoIP-Telefonaten – Vermittlungsdienst
Die Vermittlung von Telefonaten ist in Computernetzen eine wesentliche Aufgabe. Da viele Nutzer dynamisch mit dem Internet verbunden sind, so dass sich die IP-Adresse häufig ändert, scheidet die IP-Adresse selbst als „Telefonnummer“ für die Kontaktaufnahme zu den VoIP-Telefonen aus. Ein Vermittlungsdienst in Form eines Servers übernimmt diese Aufgabe und ermöglicht die Telefonie bei sich ändernden IP-Adressen der IP-Telefone.
- VoIP-Telefone melden sich beim Server (zum Beispiel SIP-Server) an; daher kennt der Server die aktuelle IP-Adresse der Telefone.
- Mit Hilfe der IP-Adresse des Telefons, die dem Server bekannt gemacht wurde, kann er die Vermittlung übernehmen, und das angewählte IP-Telefon klingelt in Abhängigkeit von dieser IP-Adresse (also an einem beliebigen Ort in der Welt, wenn sich das IP-Telefon von dort aus beim Vermittlungsserver über das Internet registriert hat).
- Die Kommunikation zwischen den IP-Telefonen kann unabhängig vom Server erfolgen.
- Es gibt kommerzielle Dienste, die zugleich mit einem Benutzerkonto für den Vermittlungsserver ein lokales Telefon anbieten, welches zudem über das Festnetz erreichbar ist. Die IP-Telefonate sind in der Regel kostenlos.
- Wenn eine feste IP-Adresse besteht, ist es möglich, auf dem zugehörigen Rechner einen Vermittlungsserver zu betreiben (beispielsweise OpenSIPS), um vergleichbar mit der Verbindung von mehreren Ortsnetzen im Festnetz mehrere Vermittlungsserver miteinander zu verbinden. In kommerziellen Lösungen existieren häufig Partnernetze, die eine kostenfreie Verbindung zwischen VoIP-Partnernetzen herstellen. Die Netzauswahl ist oft eingeschränkt, da die Unternehmen mit den Verbindungen von VoIP-Telefonen in das reguläre Festnetz ihren Umsatz bestreiten müssen. Freie, selbst betriebene Open-Source-Telefonieserver können technisch gesehen unabhängig von diesen ökonomischen Grenzen im Internet ein Netz aus Vermittlungsstellen bilden. Auch wenn SIP-Telefonieserver technisch gut funktionieren, existiert eine institutionalisierte Vernetzung von solchen SIP-Vermittlungsservern zurzeit noch nicht.

## Geschichte
Neben den Telefonnetzen entstand auf den Leitungen der Telefonnetze allmählich eine weitere Kommunikations-Infrastruktur. Seit der Vernetzung von EDV-Systemen in den 1980er Jahren, auf die die Internetentwicklung der 1990er Jahre folgte, steigt die Übertragungsleistung kontinuierlich stark an: Wurden anfangs mit Akustikkopplern 300 Bit pro Sekunde erreicht, waren im Januar 2008 bis zu 100.000.000 Bit pro Sekunde für Endverbraucher mit DSL-Anbindung auf normalen Telefon-Hausanschlüssen oder im Kabelnetz realisierbar. Diese Infrastruktur bildet eine Grundlage für IP-basierte Datennetze, insbesondere für das Internet als öffentliches Netz.
Im Jahr 1973 wurden erste Übertragungen digitaler Sprache im Arpanet mittels Network Voice Protocol zwischen PDP-11-Rechnern realisiert. Dem Sprachkanal wurde dazu eine Datenübertragungsrate von 3490 bit/s zur Verfügung gestellt. Nur vier Jahre später ging das beschriebene Network Voice Protocol in den Standard RFC 741 über, noch bevor 1981 das Internet Protocol (IP) in RFC 791 spezifiziert wurde. Ebenfalls 1980 wurden erste Empfehlungen der ITU-T (damals noch CCITT) für ISDN dokumentiert, welches ab 1989 kommerziell eingeführt wurde und Telefonieren mit höherer Sprachqualität ermöglicht und zusätzlich verschiedene Dienste wie zum Beispiel Rufnummernübermittlung in einem Netz integriert. Die Standarddatenübertragungsrate von ISDN wuchs von 3490 bit/s bei NVP-II auf 64 kbit/s. Im selben Jahr begann die Entwicklung des World Wide Webs, welches sich später als Grundlage für den breiten Erfolg des Internets erweisen sollte.
Mit dem GSM-Mobilfunk wurde ab 1992 in Deutschland (D-Netz) ein Dienst für die mobile Sprachübertragung mit einer Datenübertragungsrate von 13 kbit/s (260 bit Frames bei einer Framedauer von 20 ms) geschaffen. Diese 13 kbit/s beziehen sich jedoch nur auf die Übertragungsrate der Nutzdaten. Um die Übertragung der Nutzdaten gegen Übertragungsfehler, zum Beispiel durch atmosphärische Störungen, zu schützen, wird durch die Kanalkodierung dem Signal Redundanz hinzugefügt. Dies lässt den Datenframe von 260 bit auf 456 bit anwachsen, während die Framedauer jedoch wegen der Echtzeitanforderung bei Sprachverbindungen konstant bleiben muss. Somit beträgt die Bruttobitrate der Übertragung (Nutzdaten + Redundanz zur Fehlerkorrektur) 22,8 kbit/s.
Im Jahr 1994 entwickelte Michaela Merz mit der Free Software Association of Germany mtalk, eine freie Voice-Over-IP-Software für GNU/Linux sowie Unix. Die ersten Versionen von mtalk hatten nur rudimentäre Datenkompression. mtalk bildete die Basis für eine ganze Reihe von VoIP-Software, diverse Pakete werden aus geschichtlichen Gründen noch von verschiedenen Servern zum Abruf bereitgehalten.
Im Jahr 1995 ermöglichte ein Windowsprogramm des israelischen Unternehmens Vocaltec Communications Internettelefonie, jedoch nur im Halbduplexbetrieb, weshalb die Gesprächspartner nur abwechselnd mit schlechter Sprachqualität sprechen konnten. Verbindungen zu Computern, die nicht die gleiche Software verwendeten, waren nicht möglich. Bereits ein Jahr später ermöglichte QuickTime-Conferencing Ton- und Bildkommunikation im Vollduplexbetrieb über AppleTalk- und IP-Netze einerseits, andererseits wurde das Real-Time Transport Protocol in RFC 1889 beschrieben.
Drei Jahre später, 1998, wurde mit H.323 erstmals ein ITU-T-Rahmenstandard verabschiedet, sodass Lösungen verschiedener Hersteller miteinander kompatibel sein sollten. Das Session Initiation Protocol (SIP) in RFC 2543 wurde bereits im Folgejahr spezifiziert. Der darauf folgende Aufbau von VoIP-Lösungen brachte 2001 in Österreich den ersten Bescheid zum Betrieb eines Carrier-Sprachvermittlungsnetzes durch die Regulierungsbehörde an die IPAustria hervor. Im Sinne des heutigen VoIP folgte im Jahr 2002 zur Verbesserung von VoIP die SIP-Erweiterung in RFC 3261, sowie zur besseren Anbindung an andere Netze die Verabschiedung von ITU Q.1912.5 zur Interoperabilität zwischen SIP und ISDN User Part.
Der Standardisierung von VoIP zuwiderlaufend erschien 2003 die Software Skype, die ein eigenes, nicht offengelegtes Protokoll zur IP-Telefonie, basierend auf der Peer-to-Peer-Technik, verwendet.

## Funktionsprinzip

VoIP-Kapselung

Das Telefonieren mit der IP-Telefonie kann sich für den Teilnehmer genauso darstellen wie in der klassischen Telefonie. Wie bei der herkömmlichen Telefonie teilt sich das Telefongespräch dabei in drei grundsätzliche Vorgänge auf, den Verbindungsaufbau, die Gesprächsübertragung und den Verbindungsabbau. Im Unterschied zur klassischen Telefonie werden bei VoIP keine dedizierten „Leitungen“ durchgeschaltet, sondern die Sprache wird digitalisiert und in kleinen Daten-Paketen mittels des Internetprotokolls transportiert.

### Signalisierungsprotokolle
Der Auf- und Abbau von Verbindungen (Verbindungssteuerung, Signalisierung) erfolgt über ein Protokoll, das von der Sprachkommunikation getrennt ist. Das Aushandeln und der Austausch von Parametern für die Sprachübertragung geschehen über andere Protokolle als die der Verbindungssteuerung.
Damit in einem IP-basierten Netz eine Verbindung zu einem Gesprächspartner hergestellt werden kann, muss die aktuelle IP-Adresse des gerufenen Teilnehmers innerhalb des Netzes bekannt sein, jedoch nicht notwendigerweise auf der Seite des Anrufers. Geographisch feste Anschlüsse wie im Festnetz (PSTN) gibt es in rein IP-basierten Netzen nicht. Die Erreichbarkeit des Angerufenen wird, ähnlich wie in Mobilfunknetzen, durch eine vorangegangene Authentifizierung des Angerufenen und eine damit verbundene Bekanntmachung seiner momentanen IP-Adresse ermöglicht. Insbesondere kann dadurch ein Anschluss unabhängig vom Aufenthaltsort des Nutzers genutzt werden, was als nomadische Nutzung bezeichnet wird.
Aufgrund von Ortswechsel des Teilnehmers, Wechsel des Benutzers am selben PC oder der dynamischen Adressvergabe beim Aufbau einer Netzverbindung ist eine feste Zuordnung von Telefonnummern zu IP-Adressen nicht möglich. Die allgemein angewandte Lösung besteht darin, dass die Teilnehmer oder deren Endgeräte ihre aktuelle IP-Adresse bei einem Dienstrechner (Server) unter einem Benutzernamen hinterlegen. Der Rechner für die Verbindungssteuerung, oder manchmal das Endgerät des Anrufers selbst, kann bei diesem Server die aktuelle IP-Adresse des gewünschten Gesprächspartners über den angewählten Benutzernamen erfragen und damit die Verbindung aufbauen.
Verbreitete Signalisierungsprotokolle sind:
- SIP – Session Initiation Protocol, IETF RFC 3261,[9]
- SIPS – Session Initiation Protocol over SSL, RFC 5630[10]
- H.323 – Packet-based multimedia communications systems, ein ITU-T-Standard
- IAX – Inter-Asterisk eXchange protocol
- ISDN over IP – ISDN/CAPI-basierendes Protokoll
- MGCP und Megaco – Media Gateway Control Protocol H.248, gemeinsame Spezifikation von ITU-T und IETF
- MiNET – von Mitel
- Skinny Client Control Protocol – von Cisco Systems (nicht zu verwechseln mit SCCP (Q.71x) der ITU-T)
- Jingle – Erweiterung des XMPP-Protokolls, begründet durch Google Talk

### Verbindungsaufbau mit SIP
Das Session Initiation Protocol (SIP) wurde von der Internet Engineering Task Force (IETF) entwickelt. Wie H.323 ermöglicht die herstellerunabhängige Spezifikation von SIP den Einsatz von SIP-basierten Systemen in heterogenen Umfeldern, insbesondere die Kopplung von VoIP-Komponenten unterschiedlicher Hersteller. Wie bei anderen Standards ist die Interoperabilität von Komponenten durch die Einhaltung der Spezifikation (SIP-Kompatibilität) allein nicht gewährleistet, sondern im Einzelfall durch Interoperabilitätstests zu prüfen. Grundsätzlich eignet sich SIP für Einsatzszenarien über VoIP und Videotelefonie hinaus.
Die Teilnehmer besitzen bei SIP eine SIP-Adresse (ähnlich einer E-Mail-Adresse) im Uniform-Resource-Identifier-Format (URI-Format), wie zum Beispiel „sip:0123456789@example.com“, wobei „0123456789“ den Benutzernamen und „example.com“ die Domain repräsentiert. SIP-Endgeräte (User Agents) müssen IP-Adresse und Port, unter denen sie aktuell per SIP erreichbar sind, beim SIP-Registrar-Server ihrer Domain registrieren. Standardmäßig liefert das Domain Name System (DNS) die Information über die zuständigen SIP-Server für eine Domain.
Ablauf des Verbindungsaufbaus:
1. Das Endgerät des Anrufers sendet eine Nachricht mit der SIP-Adresse des Angerufenen an den Server des eigenen SIP-Service-Providers (SIP-Proxy).
2. Dieser Verbindungswunsch wird durch den SIP-Proxy der eigenen Domain an den SIP-Proxy der angerufenen Domain weitergeleitet. Dieser ermittelt mit Hilfe des SIP-Location-Service IP-Nummer und Port der angerufenen SIP-Adresse und leitet die Nachricht an das Endgerät des Angerufenen weiter.
3. Sofern die Verbindungsanfrage dort verarbeitet werden kann, schickt das Endgerät eine entsprechende Nachricht über die Server zurück zum Anrufer.
4. Zu diesem Zeitpunkt klingelt das Endgerät des Angerufenen, der Anrufer hört einen Freiton.

Im Rahmen des Aufbaus einer „Session“ werden zwischen den Endgeräten alle relevanten Informationen über Eigenschaften und Fähigkeiten ausgetauscht. Eine direkte Kommunikation zwischen den beiden Endgeräten hat bis jetzt noch nicht stattgefunden. Für das eigentliche Telefongespräch sind die Server nicht mehr notwendig, die Endgeräte senden sich ihre Daten direkt zu und der Datenaustausch im Rahmen des Gespräches läuft am Server vorbei. Für die Übertragung dieser Daten in Echtzeit wird üblicherweise das Real-Time Transport Protocol (RTP) eingesetzt.
Zur Beendigung des Gesprächs sendet eines der Endgeräte eine SIP-Nachricht an den Server, der diese an den anderen Teilnehmer weitergibt. Beide Endgeräte beenden die Verbindung.
SIP sieht, ebenso wie H.323, die Möglichkeit eines direkten Verbindungsaufbaus zwischen zwei Endgeräten ohne die Verwendung von SIP-Proxyservern, nur über die IP-Adresse vor. Dazu müssen jedoch bei vielen Endgeräten zunächst alle vorhandenen Einträge für SIP-Registrar-Server gelöscht werden.

### Rufnummernsysteme
Zwar können die IP-Adressen der Teilnehmer für den Verbindungsaufbau verwendet werden, diese sind den Anwendern jedoch nicht immer bekannt und können sich ändern. Es gibt daher eine Reihe von Ansätzen, den Teilnehmern eine individuelle und mnemotechnisch günstige, von den IP-Adressen unabhängige Internet-Telefonnummer zu geben. Angefangen von reinen SIP-Nummern gibt es Ansätze zur Integration der Internettelefonie in den bestehenden Rufnummernplan der herkömmlichen Telefonnetze bis hin zu einem ganz neuen System. Wichtige Gesichtspunkte der Europäischen Union und der deutschen Bundesnetzagentur (BNetzA, früher: RegTP) sind die Einhaltung der Vorschriften und mittelfristig die Integration von Notrufsystemen.

#### SIP-Adresse
Für Nutzer, die über das Internet mit anderen Internetnutzern telefonieren wollen, bieten viele Dienstanbieter SIP-Adressen an. SIP-Adressen sind, anders als Telefonnummern oder MSNs, nicht an einen Anschluss gebunden, sondern wie E-Mail-Benutzerkonten von jedem Internetanschluss der Welt aus nutzbar. Dies gilt zwar für Telefonnummern, die bei eingehenden Verbindungen einer SIP-Adresse zugeordnet sind, dennoch bietet die SIP-Adresse vor allem dem Anrufer Vorteile. So sind beispielsweise Telefonverbindungen unter Verwendung der SIP-Adresse zwischen zwei Endgeräten möglich, statt, wie bei Anwahl einer Telefonnummer, zwingend immer über das Telefonnetz geroutet werden zu müssen.
Um eine eigene SIP-Adresse im URI-Format zu bekommen, muss man sich bei einem von vielen freien oder kostenpflichtigen Anbietern anmelden. Da viele Anbieter entweder nur SIP-Adressen mit reinen Zahlenfolgen vergeben (beispielsweise 12345@example.com) oder zur nichtnumerischen Adresse einen numerischen Alias vergeben, können IP-Telefone mit normaler Tastatur zum Wählen verwendet werden, um Gesprächspartner anzuwählen, die sich beim selben SIP-Server registriert haben. Kunden eines SIP-Serviceproviders können über ihre SIP-Adresse angewählt werden und andere anrufen, soweit der Provider des Angerufenen die externe SIP-Anfrage zulässt. Die meisten Anbieter von SIP-Adressen ermöglichen die Erreichbarkeit aus dem herkömmlichen Telefonnetz, da sie durch die Terminierungsentgelte (die Durchleitung vom Telefonnetz zum Anschluss des angerufenen Teilnehmers) zusätzliche Einnahmen generieren können. Über diesen kostenpflichtigen Umweg kann der Teilnehmer andere SIP-Serviceprovider anrufen, wenn der eigene Provider oder der des Gesprächspartners entsprechend sperrt. Zwischen manchen Providern bestehen Abkommen, die den Kunden eine direkte Kommunikation untereinander über die Telefonnummer erlaubt. In diesem Fall kommt eine Internetverbindung zwischen den Teilnehmern zustande, allerdings unter Beteiligung beider SIP-Provider. Es ist meist möglich, innerhalb desselben Anbieternetzes die „interne Telefonnummer“ (das ist der Teil der SIP-Adresse vor dem @-Zeichen) mit einem handelsüblichen Telefon mit Nummernfeld zu wählen. Aus diesem Grund enthalten die meisten SIP-Adressen in diesem Teil ausschließlich Ziffern.
Viele SIP-Adapter, die für den Anschluss eines herkömmlichen Telefons mit Ziffernfeld ausgelegt sind, bieten die Möglichkeit, im internen Telefonbuch SIP-Adressen an Stelle einer Telefonnummer zu speichern und diese SIP-Adresse mittels einer zugeordneten Kurzwahl am Telefon auszulösen. In diesen Fällen können SIP-Adressen mittels eines herkömmlichen Telefons zumindest indirekt gewählt werden.

#### Telefonnummer
Eine Telefonnummer ist bei IP-Telefonie grundsätzlich nicht unbedingt erforderlich. Da die meisten Verbindungen jedoch unter Verwendung des herkömmlichen Telefonnetzes zustande kommen, ist zumindest für eingehende Verbindungen die Zuordnung einer SIP-Adresse zu einer herkömmlichen Telefonnummer Voraussetzung. Für abgehende Gespräche ist eine Telefonnummer dagegen überflüssig. Zur Übertragung einer gültigen Telefonnummer als Absenderkennung kann neben der „internen Telefonnummer“ (siehe SIP-Adresse) bei vielen Anbietern die Funktion CLIP (no screening) verwendet werden, bei der eine nutzerdefinierte Telefonnummer übertragen wird, über die der Nutzer eingehend erreichbar ist. In einigen Ländern (u. a. Deutschland) ist es vorgeschrieben, dass der Anbieter über einen Rückruf (zum Beispiel Teledialogsystem mit PIN-Übermittlung) die angegebene Rufnummer als zum Kunden zugehörig verifiziert.
Die Trennung zwischen Providern für eingehende und ausgehende Verbindungen ist sinnvoll, wenn über den Internetserviceprovider ohnehin eine Telefonnummer für eingehende Verbindungen besteht und lediglich für abgehende Verbindungen ein alternativer (oft günstigerer) Anbieter benötigt wird. Aus diesem Grund bieten die meisten freien Anbieter eine Telefonnummer nur optional gegen Aufpreis an, besonders wenn ein kostenloser Telefonanschluss ohne Flatrate angeboten wird.
Zur Schaltung einer Telefonnummer gibt es grundsätzlich zwei Möglichkeiten:
- Die meisten Anbieter von Internettelefonie bieten Rufnummern für eingehende Gespräche an, da sie dadurch weitere Einnahmen generieren können.
- Andere Anbieter – wie die Dienste der Dellmont-Gruppe (Voipbuster, Megavoip usw.) – bieten die Möglichkeit, die bei einem Drittanbieter registrierte DDI-Nummer (Direct Dialing In) auf den eigenen SIP-Anschluss zu mappen (zuzuordnen). In diesem Fall entfällt die Portierung der Rufnummer beim Wechsel des SIP-Anbieters. Diese Möglichkeit, Telefonnummer und SIP-Benutzerkonto von getrennten Anbietern betreuen zu lassen, hat sich in Deutschland bisher nicht allgemein durchgesetzt, ist jedoch in anderen Ländern durchaus üblich.

Einige Anbieter verzichten auf die Vermittlung eingehender Gespräche und bieten diese Möglichkeit auch optional nicht an.

#### ENUM
Telefonnummern können mittels Telephone Number Mapping (ENUM) im Internet nachgeschlagen werden. Dieses Verfahren wird von einigen Netzbetreibern und sowohl von der deutschen (DENIC) als auch der österreichischen (Nic.at) Domain-Vergabestelle vorangetrieben.
Bei ENUM wird die Rufnummer umgekehrt und mit Punkten zwischen den einzelnen Ziffern versehen, als Subdomain der Top-Level-Domain „arpa“ mit der Second-Level-Domain „e164“ vorangestellt. Aus +49 12345 6789 wird also zum Beispiel 9.8.7.6.5.4.3.2.1.9.4.e164.arpa. Diese Lösung setzt voraus, dass der Telefonkunde schon über eine Rufnummer verfügt.
Aufgrund der EU-Richtlinien zur Rufnummernmitnahme bei Wechsel des Telefonproviders erlebt ENUM (zumindest in Österreich) den erhofften Aufschwung. Bevor Telefonprovider aufgrund eigener Datenbanken ein Telefongespräch vermitteln, wird überprüft, ob es zu der gerufenen Nummer und dem verwendeten Dienst bei ENUM einen DNS-Eintrag gibt. Falls ja, wird der Ruf zu der im DNS angegebenen Adresse vermittelt (PSTN- oder SIP-Teilnehmer).
Bei großen kommerziellen Anbietern ist der öffentliche Ansatz von ENUM unbeliebt. Mit ihm ist es einerseits Angreifern möglich, automatisierte kostenlose Werbeanrufe, sogenannte SPIT (Spam over IP Telephony), einzusetzen. Anderseits könnten Kundendaten abgefragt werden. Durch geeignete Maßnahmen können ENUM-Verzeichnis-Betreiber automatisierte Massen-Abfragen unterbinden, so dass sich beide Gefahren eingrenzen lassen. Ein weiterer, vielleicht wesentlicher Grund für die Reserviertheit vieler Anbieter gegenüber ENUM ist der, dass durch kostenlose Gespräche Einnahmequellen entfallen.

#### Herkömmliche Ortsrufnummern über ein Gateway
VoIP-Anbieter können über eigene Gateways freie Telefonnummern aus dem Nummernvorrat der deutschen Ortsnetze erhalten und an ihre Kunden vergeben. Darüber sind diese Kunden aus dem herkömmlichen Telefonnetz zu erreichen. Die Bundesnetzagentur begrenzt solche Angebote jedoch auf Teilnehmer, die in diesen Ortsnetzen ihren Wohnort haben. Die für einen orts- und anschlussunabhängigen Dienst nur schwer nachvollziehbare Begründung ist, dass ansonsten der Bezug, den die Vorwahl zum Wohnort hat, aufgelöst werde. Die Anbieter sind damit verpflichtet, zu überprüfen, ob der Kunde in dem gewünschten Ortsnetz tatsächlich wohnt und Nummern aus allen Ortsnetzen anzuschaffen, in denen sie Kunden haben (wollen). Aus Kostengründen bieten die meisten kleineren VoIP-Anbieter nur in den größeren Ortsnetzen Nummern an. Falls der Kunde außerhalb eines verfügbaren Vorwahlbereiches wohnt, stellen viele Anbieter 032-Nummern (früher waren das übergangsweise oft „verlängerte“ 0180x-Nummern) zur Verfügung.
Wenn der VoIP-Anbieter beim Verbindungsaufbau das SIP-Protokoll einsetzt, besitzt der Kunde neben der Ortsrufnummer gleichzeitig eine SIP-Nummer. Viele Anbieter teilen ihren Kunden jedoch lediglich die vergebene Festnetz-Rufnummer mit. Zudem blockieren viele dieser Anbieter Internet-Anrufe von Anrufern, die sich nicht bei ihnen oder einem ihrer Partner registriert haben. Dadurch kann ein Internet-Telefongespräch nur dann kostenlos geführt werden, wenn sich beide Gesprächspartner beim selben Anbieter (oder einem Partneranbieter) registriert haben oder es ist die Nutzung einer weiteren routingfähigen SIP-Adresse am selben Endgerät nötig.
Für die meisten Unternehmen und Behörden ist die Übernahme des gesamten bisherigen Rufnummernplans des bestehenden herkömmlichen Anschlusses (Ortsvorwahl, Hauptrufnummer und alle Durchwahlnummern) Voraussetzung für einen Wechsel zu einem IP-Telefonie-Serviceprovider.

#### Spezielle Internet-Rufnummern in Österreich
In Österreich wurde speziell für konvergente Dienste – unter die die Internettelefonie fällt – die Vorwahl +43 780, sowie die standortunabhängige Vorwahl +43 720, geschaffen.

#### Spezielle Internet-Rufnummern in Deutschland
Eine ähnliche Lösung wie in Österreich wurde von der deutschen Regulierungsbehörde empfohlen. Nach einer Vorwahl 032 kann – ähnlich wie beim Mobilfunk mit einer „Blockkennung“ – ein VoIP-Betreiber ausgewählt werden, um danach die eigentliche Endnummer des Teilnehmers zu wählen. Die 032-Teilnehmernummer wird unabhängig von den Ortsnetzgrenzen der geografischen Rufnummern vergeben und kann somit bei Umzügen in andere Ortsnetze beibehalten werden. Da kein expliziter geografischer Standort mit der Vorwahl 032 verbunden ist, sind die 032-Rufnummern generell für nomadische Nutzung an unterschiedlichen Standorten prädestiniert.
Die 032-Rufnummern konnten sich in der Vergangenheit bei den meisten VoIP-Providern nicht durchsetzen. Dennoch wurden beispielsweise von den beiden größten nationalen Telefongesellschaften (Deutsche Telekom und Vodafone (ehemals Arcor)) für ihre VoIP-Angebote und vermehrt für weitere Mehrwertdienste genutzt. Eine mangelhafte Erreichbarkeit der Rufnummerngasse 032 tritt mittlerweile nur noch bei wenigen Call-by-Call-Anbietern auf; aus den Mobilfunknetzen sind die Nummern seit der Freischaltung durch den letzten fehlenden großen Mobilfunknetzbetreiber, Vodafone, im Oktober 2007 erreichbar.
Oft sind die Kosten für Anrufe zu 032-Nummern aus den Mobilfunknetzen für die Kunden deutlich höher als für Anrufe ins Festnetz. Anrufe aus dem Festnetz auf eine 032-Rufnummer werden hingegen oft normalen Telefongesprächen gebührentechnisch gleichgestellt, jedoch nicht in bestehenden Pauschaltarifen (Flatrates) inkludiert; so zum Beispiel bei Telekom-Anschlüssen.

### Gesprächsübertragung

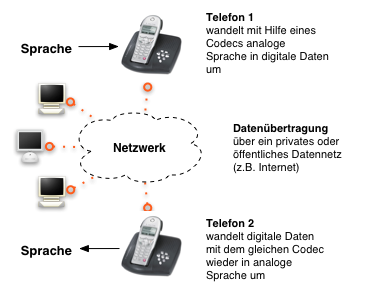
Prinzip eines Gespräches via IP-Telefonie bei der möglichen Nutzung eines IP-Telefons

Wie bei herkömmlicher Telefonie werden die akustischen Signale der Sprache zunächst analog mit einem Mikrofon (über den Telefonhörer) in elektrische Signale gewandelt. Diese analogen elektrischen Signale werden digitalisiert (kodiert). Optional können sie komprimiert werden (verbreitet sind dafür ITU-T G.723.1 oder G. 729 Annex A), um die zu übertragende Datenmenge zu reduzieren. Der Transport der so umgewandelten Daten erfolgt über ein öffentliches oder privates Telekommunikationsnetz. Bedingt durch das für den Transport verwendete Verfahren der Paketvermittlung werden die Daten dazu in viele kleine Pakete aufgeteilt.

#### Digitalisierung der analogen Signale und digitale Verarbeitung
Das analoge Sprachsignal wird zur Digitalisierung mit einer geeigneten Abtastrate abgetastet und die Ergebnisse (Samples) durch einen Analog-Digital-Umsetzer (ADC) in eine regelmäßige Folge von Digitalsignalen umgewandelt.
Die Datenrate dieses digitalen Datenstroms ist das Produkt aus der Abtastrate und der Auflösung des ADC in Bit. Sie kann bei Bedarf vor der Übertragung mittels Kodierung reduziert werden. Je nach verwendetem Codec (Coder-Decoder) sind unterschiedliche Kompressionsfaktoren möglich. Viele Codecs benutzen dabei verlustbehaftete Verfahren, bei denen für das menschliche Gehör unwichtige Informationen weggelassen werden. Das verkleinert die Datenmenge und verringert so die zur Übertragung benötigte Bandbreite erheblich, ohne den Höreindruck nennenswert zu verschlechtern. Werden zu viele Informationen weggelassen, kommt es zu einer wahrnehmbaren Verschlechterung der Sprachqualität.
Verschiedene Codecs, die unterschiedliche Kodierverfahren anwenden, kommen zum Einsatz. Manche sind speziell dafür ausgelegt, ausgehend von der Standard-Telefonqualität (Abtastrate 8 kHz, 8 Bit ADC-Auflösung) eine deutlich niedrige Datenrate zu erreichen als die 64 kbit/s des ITU-Standards G.711. Andere Codecs wie G.722 (siehe HD-Telefonie) dagegen codieren ausgehend von höher abgetasteter und aufgelöster digitaler Sprache mit Radio- oder CD-Qualität (7 kHz und mehr Bandbreite der übertragenen Sprache) bei dennoch gemäßigtem Bedarf an Übertragungsbitrate.
Je nach Digitalisierungs- und Kodierverfahren variiert also der Frequenzbereich der kodierten Sprache, die zur Übertragung erforderliche Bandbreite sowie die resultierende Sprachqualität (Quellkodierung). Zusätzlich können die Kodierverfahren noch so ausgelegt sein, dass bestimmte typische Störungen auf dem Transportweg ausgeglichen werden (Kanalkodierung). Damit die Daten nach dem Transport wieder in für das menschliche Gehör verständliche Sprache umgewandelt werden können, muss der Empfänger einen zum Coder passenden Decoder verwenden, was dazu führt, dass viele Endgeräte zur Sicherstellung der Interoperabilität mehrere Codecs enthalten.

#### Transport der Daten
Im Normalfall schickt jedes Endgerät die codierten Sprachdaten unabhängig von der Signalisierung „direkt“ über das Netz an die IP-Adresse der Gegenstelle. Die Gesprächsdaten fließen also nicht über Server eines VoIP-Providers.
Der eigentliche Transport der Daten erfolgt über das Real-Time Transport Protocol (RTP) oder SRTP und wird gesteuert durch das RealTime Control Protocol (RTCP). RTP verwendet zur Übertragung das User Datagram Protocol (UDP). UDP kommt zum Einsatz, da es ein minimales, verbindungsloses Netzwerkprotokoll ist, das im Gegensatz zum Transmission Control Protocol (TCP) nicht auf Zuverlässigkeit ausgelegt wurde. Das bedeutet, dass der Empfang der Sprachpakete nicht bestätigt wird, also keine Übertragungsgarantie besteht. Der Vorteil von UDP ist seine geringere Latenzzeit gegenüber der von TCP, da nicht auf eine Bestätigung gewartet und fehlerhafte Pakete nicht neu gesendet werden und sich somit der Datenfluss insgesamt nicht zusätzlich verzögert. Eine komplett fehlerfreie Übertragung ist aufgrund der Redundanz gesprochener Sprache (und der Fähigkeit der verwendeten Codecs, Fehler zu korrigieren) nicht nötig. Für ein flüssiges Gespräch ist eine geringe Laufzeit viel wichtiger.

#### Übertragungsqualität
Die Anforderungen an das Netz für Datenübertragung und IP-Telefonie unterscheiden sich erheblich. Neben der erforderlichen Übertragungskapazität (rund 100–120 kbit/s für ein Gespräch kodiert mit G.711) haben insbesondere Qualitätsmerkmale wie mittlere Verzögerung, Schwankungen der Verzögerung (Jitter) und Paketverlustrate erheblichen Einfluss auf die resultierende Sprachqualität. Durch Priorisierung und geeignete Netzplanung ist es möglich, eine mit der herkömmlichen Telefonie vergleichbare Sprachqualität und Zuverlässigkeit unabhängig von der Verkehrslast zu erzielen.
Da das Internet in seiner heutigen Form keine gesicherte Übertragungsqualität zwischen Teilnehmern garantiert, kann es durchaus zu Übertragungsstörungen, Echos, Aussetzern oder Verbindungsabbrüchen kommen, so dass die Sprachqualität nicht an die von herkömmlichen Telefonnetzen heranreicht. Meist ist sie jedoch besser als bei der Mobilfunk-Telefonie. Mit einem guten DSL-Anschluss (Engpass ist die Bitrate in Richtung Netz, sie sollte dauerhaft zwischen 120 und 200 kbit/s je Telefonverbindung liegen) kann die Sprachqualität eines klassischen Telefonanschlusses erreicht werden, bei deutlich geringeren Kosten.

QoS auf Layer 3 bei VoIP

Eine Kennzeichnung und Bevorzugung (Priorisierung) der „Sprachpakete“ gegenüber anderen Datenpaketen im Internet ist sinnvoll. Das heute im Internet noch vorwiegend verwendete Protokoll IPv4 bietet zwar solche Möglichkeiten (DiffServ), jedoch werden sie von den Routern im Internet nicht oder nicht durchgängig beachtet. Sorgfältig geplante und konfigurierte private IP-Netze können jedoch eine ausgezeichnete „Quality of Service (QoS)“ gewährleisten (auch mit Ethernet als Bitübertragungsschicht) und dadurch die Telefonie bei Überlast im Datenbereich mit gewohnter Qualität ermöglichen. Status quo im Internet ist jedoch bisher der Best-Effort-Transport, das heißt die Gleichbehandlung aller Pakete. Die dennoch meist brauchbare Telefonie-Qualität ist den Überkapazitäten der Netze zu verdanken. An weitergehenden QoS-Standards für das zukünftige, multimedia-lastige Internet wird in einer Reihe von Gremien und Forschungsprojekten gearbeitet (MUSE, Broadband Forum, ITU-T).
Vom Nachfolgeprotokoll IPv6 sind bezüglich QoS keine wesentlichen Verbesserungen zu erwarten. IPv6 bringt als neues Element Flows. Bisher besteht noch keine Klarheit darüber, wie dies genutzt werden soll. Ob die Infrastruktur diese Markierungen (Priorität, DSCP-Code) berücksichtigt oder nicht, ist letztlich eine finanzielle Frage. Die Zukunft wird zeigen, ob die Internet Service Provider für mehr Geld qualitativ höherwertige IP-Ströme bereitstellen werden.

## Qualitätsmerkmale
Um eine qualitativ hochwertige Kommunikation über Voice-over-IP führen zu können, müssen die für den Sprachtransport verwendeten Datenpakete so beim Gegenüber ankommen, dass sie zu einem getreuen Abbild des ursprünglichen, zeitlich zusammenhängenden Datenstroms zusammengesetzt werden können. Die im nachfolgenden aufgeführten Faktoren bestimmen die Qualität des Systems.
Im Intranet kann der Betreiber des Netzes autonom durch die Server-Konfiguration und die Routerausstattung sowie die Verteilung der Wireless Access Points die Qualität der Sprachübertragung bestimmen. Im Internet sind die an der gesamten Kette jeweils temporär beteiligten Provider bestimmend für die Übertragungsqualität.

### Datendurchsatz
Der erforderliche Datendurchsatz hängt in erster Linie von der verwendeten Codierung ab. Ein unkomprimiertes Gespräch hat typischerweise eine Datenrate von 64 kbit/s (Payload). Abhängig vom verwendeten Kompressionsverfahren beträgt die für die reine IP-Telefonie benötigte Bandbreite maximal knapp 100 kbit/s (64 kbit/s netto zuzüglich der Overheads der verschiedenen Kommunikations-Protokolle).
Da das Netz gemeinsam mit anderen Datendiensten genutzt wird, ist insbesondere im Heimbereich eine Datenverbindung (wie ein DSL-Anschluss) mit einer Bandbreite von mindestens 100 kbit/s in beide Richtungen empfehlenswert. Hier gilt es zu beachten, dass im häufig verwendeten ADSL-Verfahren die Upstream-Bitrate wesentlich geringer ist als die Downstream-Bitrate.

### Laufzeit (Latenz) und Jitter
Der Transport von Daten benötigt Zeit. Sie wird als Laufzeit oder Latenz (englisch delay, latency) bezeichnet und ist bei herkömmlicher Telefonie im Wesentlichen die Summe der Signallaufzeiten auf den Übertragungskanälen. Bei Telefonie über IP-Netze kommen weitere Verzögerungen durch die Paketierung und Zwischenspeicherung sowie gegebenenfalls Datenreduktion, Kompression und Dekompression der Daten hinzu. Bei der Telefonie (unabhängig von der Technik, mit der sie realisiert wird) stellen gemäß ITU-T-Empfehlung G.114 bis 400 Millisekunden Einweglaufzeit (Mund zu Ohr) die Grenze dar, bis zu der die Qualität von Kommunikation in Echtzeit noch als akzeptabel gilt. Ab ungefähr 125 Millisekunden kann die Laufzeit vom Menschen jedoch schon als störend wahrgenommen werden. Daher empfiehlt die ITU-T bei hoch-interaktiven Kommunikationsformen generell eine Einweglaufzeit von 150 Millisekunden nicht zu überschreiten.
Als Jitter wird die zeitliche Schwankung zwischen dem Empfang von zwei Datenpaketen bezeichnet. Um diese zu kompensieren, werden „Pufferspeicher“ (Jitterbuffer) eingesetzt, die eine zusätzliche absichtliche Verzögerung der empfangenen Daten bewirken, um anschließend die Daten isochron auszugeben. Pakete, die noch später ankommen, können nicht mehr in den Ausgabedatenstrom eingearbeitet werden. Die Größe des Pufferspeichers (in Millisekunden) addiert sich zur Laufzeit. Sie erlaubt also die Wahl zwischen mehr Verzögerung oder höherer Paketverlustrate.

### Paketverlust
Von Paketverlust spricht man, wenn gesendete Datenpakete den Empfänger nicht erreichen und deshalb verworfen werden. Bei Echtzeitanwendungen wird von Paketverlusten gesprochen, wenn das Paket zwar den Empfänger erreicht, aber zu spät eintrifft, um noch in den Ausgabestrom eingefügt werden zu können. Für Telefonie wird nach ITU-T G.114 eine Paketverlustrate (packet loss rate) bis maximal 5 % noch als akzeptabel eingestuft.

### Verfügbarkeit
Die Verfügbarkeit des Gesamtsystems ergibt sich aus den Einzelverfügbarkeiten der beteiligten Komponenten und deren Zusammenschaltung (kaskadiert – in Reihe, oder redundant – parallel). Somit hängt die Verfügbarkeit eines IP-Telefonie-Systems in erster Linie vom Netzdesign ab. Eine US-amerikanische Studie vom Juni 2005 untersuchte die Verfügbarkeit von IP-Telefonie in den USA. Im Durchschnitt wurden knapp 97 % erreicht. Das entspricht einem Ausfall an insgesamt 11 kompletten Tagen im Jahr. Zudem gibt es bei vielen deutschen DSL-Providern eine Zwangstrennung, die dazu führt, dass bei ständig benutzter Leitung eine Trennung stattfindet, weshalb viele Modems mitten in der Nacht die Verbindung beenden und neu starten, um diese Problematik in einen Zeitraum der Nichtnutzung zu verschieben.

## Architektur
Es gibt für VoIP unterschiedliche Architekturen. Weit verbreitet sind: die Architektur gemäß dem H.323-Rahmenstandard der ITU-T, die die Elemente Terminal, Gateway, Gatekeeper und MCU vorsieht, sowie die Architektur gemäß dem De-facto-Standard SIP der IETF. Dazu kommen eine Reihe von Nicht-Standard-Lösungen für VoIP.

### Terminal
Ein Terminal ist in der ITU-Terminologie der „multimediale Endpunkt“ der Kommunikation, im engeren Sinne also das Endgerät zur Ein- und Ausgabe der Sprachinformationen. Seine (ungefähre) Entsprechung in der SIP-Terminologie der IETF ist der User-Agent.

#### Endgerätetypen

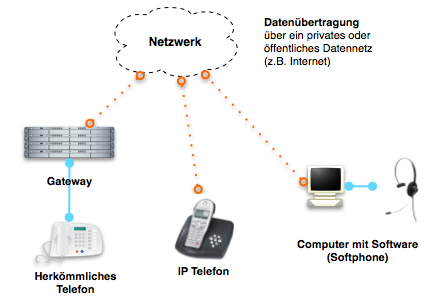
Endgerätetypen

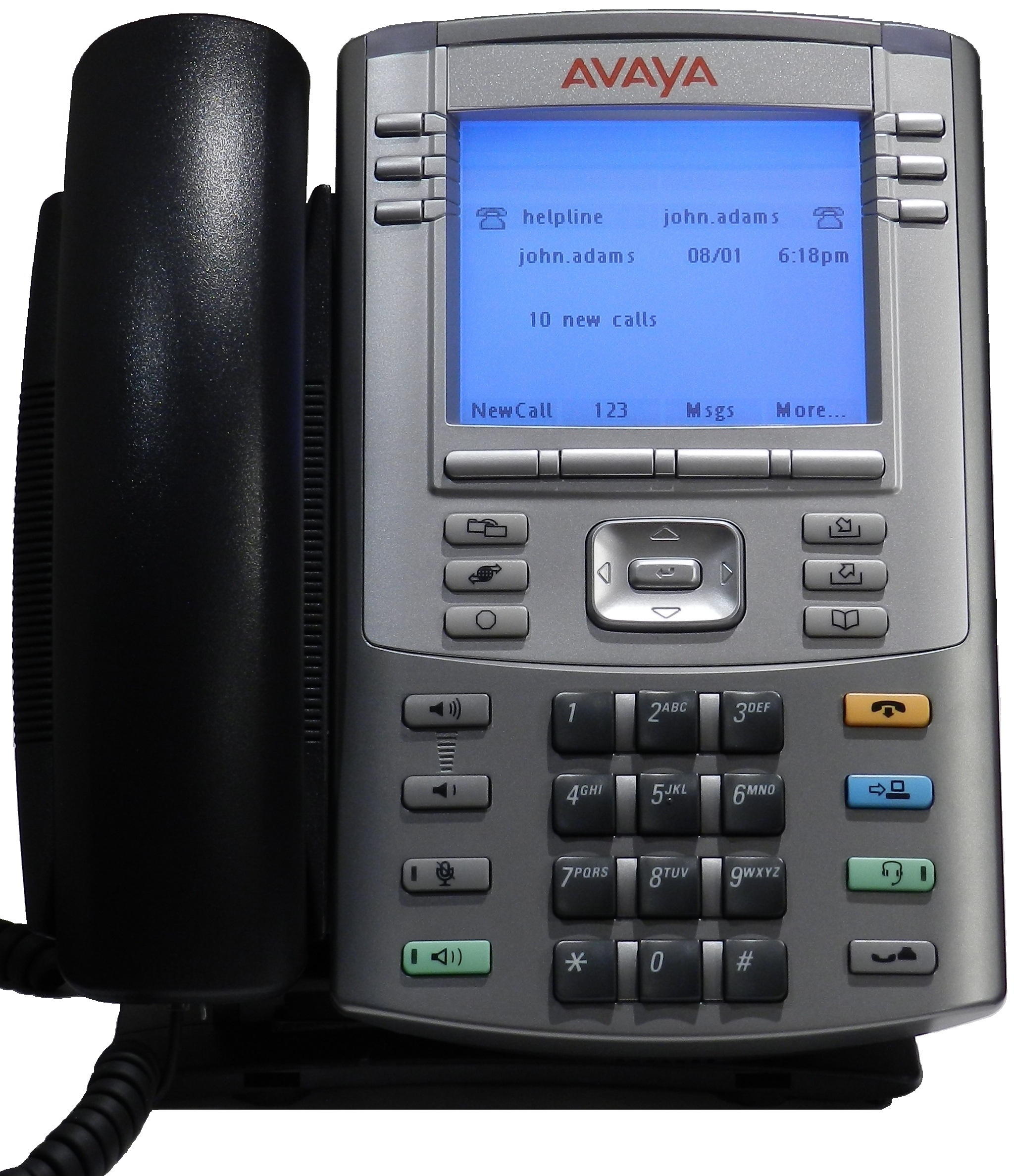
1140E VoIP-Phone

Es gibt drei grundsätzliche Arten von Endgeräten, mit denen die IP-Telefonie möglich ist.
- Mit einer auf dem PC laufenden Software, einem sogenannten Softphone.
- Mit einem direkt an das Lokale Datennetz (LAN) anschließbaren (S)IP-Telefon oder einem WLAN-Telefon für Funknetze. In diesem Fall wird kein PC zum Telefonieren benötigt (außer evtl. für Konfigurationsarbeiten oder zur Erleichterung bestimmter Vorgänge wie dem Erfassen von Kurzwahlen, der Eingabe von alphanumerischen Daten o. Ä.).
- Mit einem herkömmlichen Telefon, das über einen Analog- oder ISDN-Telefon-Adapter für VoIP (ATA und ITA) an das LAN angeschlossen wird. ATA und ITA werden direkt als Anschlussmöglichkeit für Telefone in DSL-Routern integriert angeboten. Auch in diesem Fall wird zum Telefoniebetrieb kein PC benötigt, zum einmaligen Einrichten der Benutzerdaten hingegen schon. Endgeräte für GSM-Mobiltelefonie besitzen die Möglichkeit, IP-Telefonate bei verfügbarem WLAN zu führen (siehe Open-Source-Betriebssystem Openmoko). Diese Endgerätetypen verbinden aus Kostengründen die GSM-Mobil- und IP-Telefonie, indem sie bei verfügbarem WLAN die kostengünstigere IP-Telefonie mit dem Mobiltelefon nutzen.

Probleme beim Einsatz von Voice over WLAN sind jedoch bisher noch das Fehlen von Standards für Bandbreitenmanagement auf der Luftstrecke (zu viel Useraktivität am selben Accesspoint verursacht kritische Paketverlustrate der VoIP-Verbindung) und für Handover (Abbruch der Verbindung bei Bewegung des Endgeräts zu einem anderen Accesspoint) sowie bei batteriebetriebenen Endgeräten der hohe Stromverbrauch.

#### Fax über IP (Fax over IP, FoIP)
Zum Versenden von Fax über ISDN- oder analoge Anschlüsse wird im Sprachkanal das T.30-Protokoll verwendet. Durch die hohe Zuverlässigkeit einer Sprachkanalverbindung in herkömmlichen TDM-basierten Netzwerken ist normalerweise eine sichere Übertragung gewährleistet. Das trifft in IP-Netzen jedoch nicht zu, denn Sprache wird meist ungesichert übertragen (RTP über UDP), trotz gleicher Codierung der Sprache, wie beispielsweise dem Codec G.711, der in TDM-basierten Netzwerken und IP-Netzen verwendet wird. IP-Pakete können verloren gehen und sind in der Höhe von bis zu 5 % an Verlusten für das menschliche Ohr nicht wahrnehmbar. Der Fax-Transport über ein IP-Netz mittels eines solchen Sprach-Codecs, einer dabei eingesetzten für die menschliche Sprache optimierten Codierung, führt jedoch zu Informationsverlusten oder Verbindungsabbrüchen des Faxes.
Um Faxe über IP-Netzwerke versenden zu können, werden folgende Codierungen und Protokolle im Sprachkanal verwendet:
- Über einen Sprach-Codec: Fax over VoIP, verlässliche Übertragung nicht immer möglich
- E-Mail
- T.37 (E-Mail basiert)
- Echtzeit: T.38

Daraus ergeben sich unterschiedliche Ansätze, um Fax über IP (FoIP) zu nutzen.
- Ein herkömmliches analoges Faxgerät wird in einem IP-Netz wie einem TDM-basierten Telefonnetz mit analogem oder ISDN-Anschluss genutzt. (Das ist die am häufigsten geforderte Lösung.)
- Ein Faxgerät mit direkter T.38- oder E-Mail-Unterstützung und Netzwerkanschluss und gleichzeitig einem zur Verfügung stehenden Gateway mit T.38- oder E-Mail-Unterstützung mit Zugang zum PSTN-Telefonnetz und ein Gatekeeper wird verwendet.
- Es gibt Faxgeräte, die für direkten Faxversand und -empfang per T.38 ausgelegt sind.[17]

### Gateway

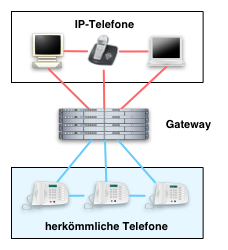
Das Gateway ist ein Vermittler zwischen den beiden Techniken.

Damit Verbindungen zu herkömmlichen Telefonnetzen hergestellt werden können, werden Gateways benötigt. Diese sind sowohl mit dem Kommunikationsnetzwerk des IP-Telefons als auch mit dem herkömmlichen Telefonnetz verbunden. Empfangen Gateways eine Anfrage von einem IP-Telefon, leiten sie diese ins Telefonnetz weiter, indem sie die gewünschte Nummer anrufen. Erhalten sie einen Anruf aus dem Telefonnetz, leiten sie eine Anfrage an das entsprechende IP-Telefon weiter.

### Gatekeeper
Ein Gatekeeper ist eine optionale Komponente in der H.323-Umgebung und erfüllt zentrale Funktionen wie Terminal-Registrierung oder Auf- und Abbau von Verbindungen zwischen registrierten Terminals.

### Multipoint Control Unit (MCU)
Die optionale Multipoint Control Unit (MCU) kommt bei H.323 dort zum Einsatz, wo Verbindungen zwischen mehr als zwei Terminals gewünscht werden (Telefon- oder Videokonferenz). Hier erfolgt die Aushandlung der Terminal-Eigenschaften und die Steuerung der Konferenz. Ggf. erfolgt eine Umsetzung von unterschiedlichen Codecs und Bitraten und die Verteilung der gemixten Informationen per Multicast.

## Anwendungsbereiche

### Direkte Internettelefonie
Die IP-Telefonie wird genutzt, um weltweit Gespräche direkt über das Internet zu führen, die Internettelefonie. Dabei wird das klassische Telefonnetz gar nicht mehr benutzt.
Bei Endkunden (Privatanwender und Home Office) sind Gründe für den Einsatz insbesondere:
- Gebühren sparen durch IP-Telefonie. Als Endgeräte können über spezielle Adapter (ATA, ITA) angeschlossene analoge oder ISDN-Endgeräte, sound-fähige Computer (vorzugsweise mit Handset oder Headset) und spezielle IP-Telefone verwendet werden. Für Gespräche zwischen zwei IP-Telefonie-Teilnehmern fallen keine Gesprächsgebühren an.
- Die Verbindung zu und von Teilnehmern am herkömmlichen Telefonnetz ist möglich. Sie wird dabei durch einen vom Anbieter bereitgestellten Übergang, den Gateway-Dienst, hergestellt. Für Gespräche, die über Gateways ausgehen, fallen normalerweise besondere Gebühren an.
- Unabhängig vom Aufenthaltsort ist die Erreichbarkeit immer unter derselben Adresse und Rufnummer gegeben.

### Organisationsinterne Telefonie
Innerhalb von Organisationen, wie Unternehmen, wird IP-Telefonie in zunehmendem Maße dazu genutzt, das Telefonnetz und das Rechnernetz zusammenzuführen. Der Datentransport der Telefongespräche für die Signalisierung und die Übertragung der digitalisierten Sprache erfolgt über das EDV-Netzwerk (LAN). Somit lassen sich die Infrastruktur-Kosten durch Einheitlichkeit von Verkabelung und aktiven Systemkomponenten reduzieren. Die IP-Telefone werden wie ein Arbeitsplatz-PC am Netzwerkanschluss angeschlossen. Herkömmliche Endgeräte sind zu ersetzen oder zu adaptieren.
Die Telefoniedienste, insbesondere die Teilnehmerverwaltung und Gesprächsvermittlung, werden über IP-fähige Telefonanlagen bereitgestellt, die ebenfalls ans Netzwerk angebunden sind. Telefonanlagen verschiedener Standorte können über das Extranet (WAN) und bestehende Datenleitungen mit Kapazitätsreserven gekoppelt werden. Nicht alle dieser verschiedenen Standorte müssen dabei mit einer eigenen Telefonanlage ausgerüstet sein. Standorte, an denen keine lokale Telefonanlage installiert ist, werden als abgesetzte Einheiten bezeichnet. Für Verbindungen in das herkömmliche Telefonnetz, wie das öffentliche Telefonnetz (PSTN), werden Gateways zwischen dem IP-Netzwerk und dem konventionellen Netz eingesetzt.
Die Struktur des Gesamtsystems wird in Szenarien beschrieben, die mehrere Übergänge zwischen konventioneller Telefonie und VoIP enthalten können. Die als Migration bezeichnete Umstellung von klassischer Telefonie auf VoIP erfolgt meist schrittweise. Sukzessive werden Teile einer Unternehmung, bevorzugt neue Abteilungen, mit der neuen Technik ausgestattet.
Durch kombinierte TK-Anlagen, die IP- und herkömmliche Ports bereitstellen, ist eine schleichende Migration (Sanfte Migration) möglich, indem herkömmliche Anschlüsse weiterbetrieben werden können und nach und nach durch IP-Anschlüsse ersetzt werden. Diese TK-Anlagen werden als Hybrid-Anlagen bezeichnet.
Sprachqualität und Zuverlässigkeit der Telefontechnik hängen nach einer Umstellung auf VoIP komplett von der Netzwerktechnik ab, was speziell bei der Planung und Administration der Netze zu berücksichtigen ist und wesentlich höhere Anforderungen an die Hardware stellt.
Eine Cloud-Telefonanlage ist eine Telefonanlage für Unternehmen, welche IP-Telefonie nutzt und nicht lokal im Unternehmen betrieben wird, sondern auf ausgelagerten Servern eines Anbieters für Cloud-Telefonie. Eine Cloud-Telefonanlage bedarf keines herkömmlichen Telefonanschlusses mehr, sondern benötigt für die Gesprächsabwicklung lediglich eine Internet-Verbindung und ein VoIP Endgerät, bzw. Softphone auf einem PC oder Mobiltelefon.

### Hintergrund-Technik der herkömmlichen Telefonie
Herkömmliche Telefonnetze in Europa basieren auf dem leitungsvermittelten PCM30-Verfahren. Seitens der Betreiber von Telefonnetzen kann für die Übermittlung von Gesprächen IP-Telefonie eingesetzt werden, ohne dass das eine Änderung für die Gesprächsteilnehmer mit sich brächte. Der Einsatz von IP-Telefonie kann für Teile des Netzes oder das ganze Netz stattfinden.
Schon länger wird IP-Telefonie beispielsweise von Call-by-Call-Anbietern für Auslandsverbindungen genutzt. Die Gespräche werden dabei zwischen dem hiesigen Telefonnetz und dem Telefonnetz des Ziellands über das Internet geleitet, wodurch sich Kostenvorteile ergeben.
Next Generation Networks (NGN) verwenden ausschließlich Paketvermittlungsnetze für die Telekommunikation. Ziel dabei ist, die Netz-Ressourcen effizienter zu nutzen und eine gemeinsame Plattform für alle Dienste zu schaffen. Dabei erfolgt eine Trennung zwischen der Transport- und Dienstebene.

## Verbindungspreise
Falls beide Teilnehmer mit dem Internet verbunden sind, fallen bei der Internettelefonie normalerweise, abgesehen von den Kosten für die Internetnutzung, keine weiteren Kosten an. Für Teilnehmer mit einer Internet-Flatrate sind in diesem Fall Gespräche unter Verwendung eines offenen SIP-Servers weltweit kostenlos. Einige VoIP-Anbieter beschränken jedoch den Bereich der kostenlosen Telefonie auf Nutzer, die sich bei ihnen oder einem ihrer Partner registriert haben. In dem Fall bleibt dem Anwender zur gesprächsgebührenfreien Telefonie die Möglichkeit der direkten Adressierung seines Gesprächspartners über die IP-Adresse ohne Inanspruchnahme eines VoIP-Dienstanbieters.
Für Anrufe aus dem Internet zu einem Teilnehmer im klassischen Telefonnetz wird ein Gateway benötigt, das die Verbindung bewerkstelligt. Für dessen Nutzung entstehen Kosten, die sich aus der Bereitstellung der Infrastruktur sowie den Gesprächsgebühren im Telefonnetz zusammensetzen.
Bei Auslandsgesprächen zu einem Teilnehmer im klassischen Telefonnetz ist der Standort des Gateways entscheidend: Bis zum Gateway wird der günstige Internetzugang benutzt, danach gelten die Telefonpreise des Gatewayanbieters.
Wird für die IP-Telefonie ein vorhandenes Unternehmensnetz benutzt, entstehen keine gesprächsdauerabhängigen Verbindungskosten. Neben den Kosten für VoIP-fähige Netzkomponenten (Router und LAN-Switch) sind die anteiligen Kosten für die Netzbandbreite in eine Wirtschaftlichkeitsbetrachtung einzubeziehen. Die erforderliche Bandbreite ergibt sich aus der vom verwendeten Codec abhängigen Bandbreite pro Gespräch und der zu erwartenden Anzahl gleichzeitiger Gespräche.

## Sicherheitsaspekte
Durch die Integration der Sprachdatenübertragung in das IP-Netz ergeben sich neue Herausforderungen an die IT-Sicherheit. In seiner Sendung vom 3. Februar 2015 belegte das ARD-Magazin Report, dass Vertreter der Geheimdienste mehrerer Länder, darunter der BND, bereits 2004 zusammen mit VOIP-Anbietern an der Erarbeitung von „VOIP-LI-Standards“ gearbeitet hatten. „LI“ steht für englisch lawful interception, rechtmäßiges Abhören.
Die VoIP-Pakete werden über ein sogenanntes „Shared Medium“ übertragen, also über ein Netz, welches sich mehrere Teilnehmer und unterschiedliche Dienste teilen. Unter gewissen Voraussetzungen kann es Angreifern möglich sein, die Daten auf dem Übertragungsweg abzugreifen und das Gespräch aufzuzeichnen. Es existieren beispielsweise Programme, mit deren Hilfe der Datenstrom aus geswitchten Umgebungen mittels „ARP-Spoofing“ abgegriffen und daraus wieder eine Audiodatei erzeugt werden kann.
Zwar besteht die Möglichkeit, die Übertragung mit Secure Real-Time Transport Protocol (SRTP) zu verschlüsseln, das wird jedoch von den Anwendern nur selten genutzt, da die meisten VoIP-Anbieter es nicht unterstützen. Ein weiterer Grund ist die Unkenntnis über diese Möglichkeit, außerdem kann eine Verschlüsselung die Sprachqualität beeinträchtigen, weshalb sich häufig Anwender zu Gunsten der Sprachqualität gegen die höhere Sicherheit entscheiden.
Das oftmals eingesetzte Session Initiation Protocol (SIP) kann ebenso nicht in allen in der Praxis anzutreffenden Formen als hinreichend sicher betrachtet werden. Es verfügt zwar über Sicherheitsmechanismen (beispielsweise Call-IDs auf der Basis von Hashfunktionen), bietet jedoch Angriffsmöglichkeiten für Denial-of-Service-Attacken.
Ein anderer sicherheitsrelevanter Bereich ist zwar nicht ausschließlich auf diese Technik begrenzt, wird jedoch durch die geringen Kosten, die für die Gespräche anfallen, begünstigt. So besteht die Möglichkeit einer Art von „VoIP-Spam“, auch SPIT („Spam over Internet Telephony“) genannt.
Beim Vishing, dem Pendant zum Phishing, täuschen Kriminelle vor im Namen einer Bank anzurufen, um die Passwörter argloser Kunden zu erschleichen.
Außerdem könnte das Phreaking mit VoIP sozusagen ein Revival erleben. Das Szenario beruht darauf, dass bei der VoIP-Kommunikation die Signalisierung (beispielsweise SIP) von den Sprachdaten (Payload, zum Beispiel RTP) entkoppelt ist. Zwei speziell präparierte Clients bauen über den SIP-Proxy ein Gespräch auf und verhalten sich absolut standardkonform. Nach dem Gesprächsaufbau wird dem SIP-Proxy ein Gesprächsabbau signalisiert. Dieser sieht die Sitzung als beendet an und verbucht das Gespräch. Der RTP-Datenstrom wird von den Clients jedoch aufrechterhalten. Die Gesprächspartner telefonieren kostenlos weiter.
Für den Fall das SIP-Trunk und Internetaccess vom gleichen Provider gebucht werden, kann die Gesprächsqualität durch QoS erhöht werden. Zusätzlich bieten in diesem Fall einige Anbieter einen sogenannten „Voice-Only“-Internetanschluss an, der wiederum nicht über das öffentliche Internet adressierbar ist. Dies bietet eine höhere Sicherheit.
Eine völlig neue Sicherheitsbewertung erfordern VoIP-Telefonanlagen (zum Beispiel im Unternehmenseinsatz) sowie alle weiteren VoIP-Geräte, die netzseitig direkt via VoIP kommunizieren. Zur Vereinfachung ist im Folgenden nur von den Telefonanlagen die Rede. Sinngemäß gelten die Ausführungen prinzipiell für jedes Gerät, das netzseitig direkt per VoIP erreichbar ist.
Während herkömmliche Telefonanlagen nur via ISDN oder Analogleitung von außen erreichbar waren und nur in seltenen Fällen eine Verbindung zum firmeninternen Daten-Netzwerk hatten (zum Beispiel zu Konfigurationszwecken oder CTI), können sich VoIP-Anlagen, die netzseitig auf VoIP aufsetzen, als Einfallstor für neue Arten von Hackerangriffe anbieten.
Um für eintreffende Anrufe erreichbar zu sein, ist es unumgänglich, die von VoIP-Telefonie benötigten Ports in der Firewall zu öffnen und an diesen Ports eintreffende Datenpakete an die Telefonanlage weiterzuleiten. Da solche Pakete (=Anrufe) sowohl unaufgefordert als auch unplanbar eintreffen, müssen diese Ports permanent geöffnet sein und können nicht durch ausgehende Pakete getriggert werden. Die Anlage ist also auf diesen Ports ständig und ungefiltert erreichbar.
Moderne VoIP-Anlagen sind oftmals Bestandteil des lokalen Netzwerks – oder müssen dies sein, wenn auch intern VoIP-Endgeräte benutzt werden. Sollte es nun einem potentiellen Angreifer beispielsweise durch die Übertragung von manipulierten VoIP-Datagrammen gelingen, die Telefonanlage unter seine Kontrolle zu bringen, hätte er dadurch auch Zugang zum gesamten lokalen Netz erreicht. Üblicherweise werden Router, Gateways, Server und ähnliche Komponenten auf derartige Schwachstellen überprüft, wohingegen dieser Aspekt bei herkömmlichen Telefonanlagen praktisch keiner Beachtung bedurfte. Zukünftig werden VoIP-Telefonanlagen unter sicherheitstechnischen Aspekten ebenso einzustufen und entsprechend abzusichern sein wie andere netzseitig exponierte Geräte.

### Ausfallsicherheit
Durch den Wegfall der klassischen Telefonleitungen stellt das lokale Datennetz in Firmen einen Single Point of Failure für die Kommunikation der Mitarbeiter dar. Waren diese ohne VoIP bei einem Ausfall einer Netzkomponente wie einem Switch oder Router noch telefonisch erreichbar, ist das mit VoIP nicht mehr der Fall beziehungsweise nur noch eingeschränkt über Mobiltelefone. Eine Investition in ein redundantes Netz kann dieses Risiko verringern.

### Stromversorgung
In klassischen (leitungsvermittelnden) Telefonnetzen wurden Anschlüsse mit einer Amts-Fernspeisung betrieben, die den Anschluss unabhängig von der lokalen Stromversorgung mit Energie versorgt. Während diese Fernspeisung für Endgeräte an analogen Teilnehmeranschlüssen noch für einen Vollbetrieb, bei ISDN für ein einzelnes Endgerät im Notbetrieb ausreichend ist, ist sie für eine Energieversorgung von Geräten zum Betrieb von VoIP (zum Beispiel Router, Terminals) ungenügend.
Soll die VoIP-Funktionalität auch bei einem lokalen Energieausfall an diesen Anschlüssen weiterhin möglich sein, so müssen sämtliche Bauteile, DSL-Modems, Router, VoIP-Endgeräte, durch eine Unterbrechungsfreie Stromversorgung abgesichert werden.
Eine ähnliche Situation besteht bei vielen modernen analogen Telefonen. Vor allem die meisten Schnurlostelefone funktionieren ebenfalls nicht ohne lokale Stromversorgung der Basisstation.

### Lokalisierung und Notrufe
Da die Telefonnummer nicht zwingend ortsgebunden ist, ist eine Lokalisierung des Anrufenden nur eingeschränkt möglich. Problematisch ist das vor allem bei Notrufen, wo eine Hilfe ohne entsprechender Ortsangabe sehr schwierig wird. Es betrifft außerdem Angebote, die geografische Einwahlnummern besitzen, um regionsspezifische Informationen bereitzustellen (Auskunftsdienste, Service- oder Callcenter, Sonderrufnummern).

### Öffentliche Sicherheit und staatliche Blockade
Da die Telefonnummern nicht ortsgebunden sind, hängt die Landeskennung allein vom SIP-Anbieter ab. Deshalb lässt sich aus der Landeskennung (etwa 49 für Deutschland) nicht entnehmen, woher der Anruf wirklich kommt. Laut nachrichtendienstlichen Quellen könnten Terroristen aus diesem Grund VoIP für ihre Kommunikation verwenden. So ist aus von Edward Snowden geleakten Dokumenten ersichtlich, dass die NSA und das GCHQ seit 2008 diverse VoIP-Kanäle von Onlinespielen überwacht.
Rund um die Pariser Terroranschläge wurden Aussagen des belgischen Innenministers Jan Jambon medial aufgegriffen, wonach die IS-Terroristen zunehmend über Party Chat, das VoIP-Feature der PlayStation 4, kommunizieren.
Besonders in arabischen Ländern blockieren immer mehr Internetdienstanbieter IP-Telefonie, so etwa die marokkanische Maroc Telecom.

## Spezifikationen
- RFC: 741 – Specifications for The Network Voice Protocol (NVP). 1977 (englisch).
- RFC: 3261 – SIP: Session Initiation Protocol. Juni 2002 (englisch).